# Blank Space
A Blank Space Taylor Swift amerikai énekesnő-dalszerző dala. A 2014-ben megjelent 1989 című albuma második kislemeze. Swift a dalt producereivel, Max Martinnal és Shellbackkel írta. Az énekesnő szerelmi életének médiaelemzése által ihletett Blank Space egy nőt ábrázol, akinek több romantikus kötődése is van. A dal egy elektropop szám, amely szintetizátorokból, hiphop hatású ütemekből és többrétegű énekből áll.
A Big Machine a Republic Recordsszal együttműködve 2014. november 10-én adta ki a dalt az amerikai rádióknak. 2015 egyik legkelendőbb kislemeze, Ausztráliában, Kanadában, Izlandon, Skóciában és Dél-Afrikában a slágerlisták élére került. Az Egyesült Államokban hét hetet töltött a Billboard Hot 100 élén, és nyolcszoros platina minősítést kapott az Amerikai Hanglemezgyártók Szövetségétől (RIAA). A zenekritikusok dicsérték a produceri munkát és Swift dalszerzését; néhányan az 1989 csúcspontjának nevezték. A dal három jelölést kapott az 58. Grammy-díjátadón, köztük kettőt az általános kategóriákban: az Év felvétele és az Év dala. A Rolling Stone a 320. helyre helyezte a Minden idők 500 legjobb dala lista 2024-es revízióján.
Joseph Kahn rendezte a Blank Space klipjét, amely Swiftet féltékeny nőként ábrázolja, aki kiszámíthatatlanul viselkedik, amikor barátja hűtlenségét gyanítja. A videó elnyerte a Legjobb popvideó és a Legjobb női videó díjakat a 2015-ös MTV Video Music Awards díjátadón, és a 67. helyen végzett a Rolling Stone Minden idők 100 legjobb zenei videója között. Swift három világkörüli turnéja során is előadta Blank Space-t: a The 1989 World Tour (2015), a Reputation Stadium Tour (2018) és az Eras Tour (2023–2024). A dalt több rockzenész is feldolgozta. A Swift diszkográfiájának tulajdonjogával kapcsolatos 2019-es vitát követően újra felvette a dalt Blank Space (Taylor’s Version) néven, ami a 1989 (Taylor’s Version) lemezen jelent meg.

## Dalszöveg és zene
2015-ben a GQ- val beszélgetve Swift azt mondta, hogy a Blank Space-t úgy képzelte el, mint egy szatirikus önreferenciát arra, hogy a médiában „őrült, de csábító, elbűvölő, de bolond, manipulatív lányként” mutatják be. Bevallotta, hogy hosszú ideig személyesen támadva érezte magát, mielőtt rájött, hogy „igazából tök vicces volt.” A dalt Max Martinnal és Shellback producerekkel közösen írta.
A Blank Space a versszak-refrén dalszerkezetet követi. Egy ponton Swift „álmodozásnak öltözött rémálomként” (nightmare dressed like a daydream) írja le magát. A refrén arra utal, hogy Swift dalszerzői gyakorlata a szerelmi életéből merített ihletet: a „Got a long list of ex-lovers / They’ll tell you I’m insane / But I’ve got a blank space, baby” szöveget rövid csend követi, majd egy toll kattanó hangja, és Swift befejezi a refrént: „And I’ll write your name.” A dal megjelenése után a „Got a long list of ex-lovers” sort a hallgatók sokan félreértették: „All the lonely Starbucks lovers”-ként, ami internetes vitákat váltott ki, beleértve a Starbucks válaszát is.
Swift 2015-ben azt mondta az NME-nek, hogy amikor a Blank Space megjelent, „az emberek fele értette a vitát, az emberek fele viszont tényleg azt gondolja, hogy valóban tudatában volt annak, hogy pszichopata.” Sloan szerint a Blank Space narrátora megbízhatatlan, és ezért nyitva áll az értelmezés, hogy a dal valódi ábrázolása Swift karakterének vagy sem.  A kortárs kiadványokban a szakértők megjegyezték, hogy a szám a 1989 könnyed nézetét képviselte a kudarcos kapcsolatokról, és eltér Swift korábbi albumainak idealizált romantikájától. Mások azt írták, hogy az énekesnő kigúnyolta az imázsát és a hírességét körülvevő médiabeszédet, amely később alapjául szolgált hatodik stúdióalbumának, a Reputationnek (2017), amely a nyilvános élményeit és a média pletykáit tárja fel.[forrás?]
Martin és Shellback minimális munkát helyezett a dalba, mivel Swift azt akarta, hogy a szöveget és az éneket hangsúlyozza. Zeneileg a Blank Space egy elektropop dal, amely hiphop-hatású ütemekre épül. A dal szintetizátorokat, ütőhangszerekre hasonlító gitárjátékot, és többrétegű háttéréneket tartalmaz. A refrénben Swift magasabban énekel, miközben a dal programozott dobokkal felgyorsul. Egyes kortárs kritikusok a dal minimalista produceri munkáját Lorde zenéjéhez hasonlították, konkrétan 2013-as Pure Heroine című albumához. Andrew Unterberger (Spin) azt írta, hogy a 1989 többi részéhez hasonlóan a Blank Space is az 1980-as évek popzenéjét használja fel, de hozzáad egy modern csavart is.

## Fordítás
Ez a szócikk részben vagy egészben  a   Blank Space című angol Wikipédia-szócikk ezen változatának fordításán alapul.  Az eredeti cikk szerkesztőit annak laptörténete sorolja fel. Ez a jelzés csupán a megfogalmazás eredetét és a szerzői jogokat jelzi, nem szolgál a cikkben szereplő információk forrásmegjelöléseként.